# Titan(II)-iodid
Titan(II)-iodid ist eine anorganische chemische Verbindung des Titans aus der Gruppe der Iodide.

## Gewinnung und Darstellung
Titan(II)-iodid kann durch Reaktion von Titan mit Iod gewonnen werden.
{\displaystyle \mathrm {Ti+I_{2}\longrightarrow TiI_{2}} }

## Eigenschaften
Titan(II)-iodid ist ein schwarzer Feststoff, der an feuchter Luft Feuer fängt und sich in Wasser unter Wasserstoff-Entwicklung zum Titan(III)-Salz löst. Es hat eine trigonale Kristallstruktur vom Cadmium(II)-iodid-Typ (Polytyp 2H) mit der Raumgruppe P3m1 (Raumgruppen-Nr. 164) und den Gitterparametern a = 411,0 und c = 682,0 pm. Oberhalb von 480 °C zersetzt sich die Verbindung.